# Черемшанка (Абатський район)
Черемша́нка (рос. Черемшанка) — присілок у складі Абатського району Тюменської області, Росія.
Населення — 75 осіб (2010, 97 у 2002).
Національний склад станом на 2002 рік:
- росіяни — 96 %